# Sériers
Sériers korábbi község (település) Franciaországban, Cantal megyében. 2017. január 1-jén Neuvéglise, Lavastrie és Oradour községgel egyesült és Neussargues en Pinatelle új község része lett.
Lakosainak száma 131 fő (2018. január 1.). Sériers Alleuze, Lavastrie, Neuvéglise, Les Ternes és Villedieu községekkel határos.

## Népesség
A település népessége az elmúlt években az alábbi módon változott:
| Lakosok száma | 193  | 186  | 165  | 172  | 148  | 136  | 136  | 133  | 132  | 131  |
|               | 1968 | 1975 | 1982 | 1990 | 1999 | 2011 | 2013 | 2015 | 2017 | 2018 |